# Plesioneuron
Plesioneuron är ett släkte av kärrbräkenväxter. Plesioneuron ingår i familjen Thelypteridaceae.

## Dottertaxa tillPlesioneuron, i alfabetisk ordning[1]
- Plesioneuron altum
- Plesioneuron angiense
- Plesioneuron archboldiae
- Plesioneuron attenuatum
- Plesioneuron belense
- Plesioneuron bipinnatum
- Plesioneuron costulisorum
- Plesioneuron crassum
- Plesioneuron croftii
- Plesioneuron cystodioides
- Plesioneuron doctersii
- Plesioneuron dryas
- Plesioneuron dryopteroideum
- Plesioneuron falcatipinnulum
- Plesioneuron fuchsii
- Plesioneuron fulgens
- Plesioneuron hopeanum
- Plesioneuron kostermansii
- Plesioneuron kundipense
- Plesioneuron marattioides
- Plesioneuron medusella
- Plesioneuron murkelense
- Plesioneuron myriosorum
- Plesioneuron notabile
- Plesioneuron ophiura
- Plesioneuron phanerophlebium
- Plesioneuron platylobum
- Plesioneuron ponapeanum
- Plesioneuron prenticei
- Plesioneuron pullei
- Plesioneuron quadriquetrum
- Plesioneuron rigidilobum
- Plesioneuron royenii
- Plesioneuron sandsii
- Plesioneuron savaiense
- Plesioneuron saxicola
- Plesioneuron septempedale
- Plesioneuron stenura
- Plesioneuron subglabrum
- Plesioneuron subterminale
- Plesioneuron tahitense
- Plesioneuron translucens
- Plesioneuron tuberculatum
- Plesioneuron wantotense
- Plesioneuron wariense
- Plesioneuron varievestitum
- Plesioneuron woodlarkense